# Piave
Piave (în germană Ploden) este un râu cu lungimea de 220 km, situat în Italia de Nord. El își are izvorul în Monte Peralba din Alpii Carnici. Râul are, în funcție de anotimp, un debit foarte variabil, curge prin localitățile Belluno, San Donà di Piave și se varsă în Marea Adriatică lângă localitatea Jesolo. 

## Istoric
În Primul Război Mondial, începând din noiembrie 1917, cursul inferior al râului Piave a fost linie de front dintre armata austriacă și cea a aliaților (vezi: Bătălia de la Piave).

## Valea Piave
Este o regiune viticolă, cu vinuri de calitate renumite pe plan internațional.